# 쿠치만

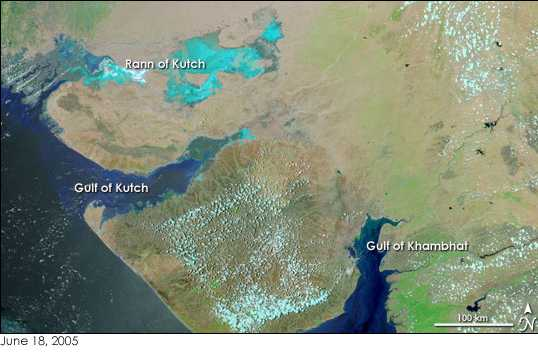
나사에서 제공한 쿠치 만 모습

쿠치 만(Gulf of Kutch)은 아라비아해 후미에 위치한 만 지형으로서 인도의 구자라트 지역에 위치한다.
총 길이는 약 159km이며 쿠치 반도와 카치아와르 반도를 나눈다. 루크마바티 강이 아라비아 해로 흘러들어가는 하구가 인접한다.